# سكارليت (مسلسل)
سكارليت فيلم تلفزيوني أمريكي إنتاج سنة 1994 من 4 أجزاء وبواقع 6 ساعات . يعتبر هذا الفيلم هو الجزء الثاني والمكمل للفيلم الأصلي ذهب مع الريح الذي تم إنتاجه في سنة 1939 . وقام بتأليف أحداث الفيلم ألكساندرا ريبلي . تم تصوير مشاهد الفيلم في 53 موقع داخل الولايات المتحدة الأمريكية وخارجها .

## القصة
بعد إقامة جنازة ميلاني في أحد أيام سنة 1873 تقرر سكارليت الفوز بحب طليقها ريت وتعود إلى أرضها تارا التي تنافسها عليها أختها الغيورة منها سو إلين . تقرر بعدها سكارليت السفر إلى مدينة تشارلستون من أجل التعرف على والدة ريت وأصدقائه ولكنها تصطدم بخبر زواج ريت . تسعى سكارليت إلى العودة إلى جذور عائلتها في أيرلندا حيث تلتقي بحاكم مدينة فينتون الذي يملك أرض باليهارا وهي أرض أجداد عائلة سكارليت أوهارا . تقرر سكارليت شراء هذه الأرض واستثمار جميع أموالها فيها ولكن تحدث بعض المشاكل الصعبة ويأتي إلى مدينة فينتون ريت الذي قرر تطليق زوجته والعودة إلى حبيبته سكارليت ومساعدتها في انتشال مشروعها التجاري من الإفلاس .

## الشخصيات
| الممثل(ة)    | الشخصية          | الممثل(ة)     | الشخصية               |  |
| جوان والي    | سكارليت أوهارا   | تيموثي دالتون | ريت باتلر             |  |
| باربارا باري | بولين روبيلارد   | ستيفن كولينز  | أشلي ويلكس            |  |
| أنابيث غيش   | آن هامبتون باتلر | جورج غريزارد  | هنري هاميلتون         |  |
| جولي هاريس   | إليانور باتلر    | ميليسا ليو    | سو إلين أوهارا بينتين |  |
| إستير رول    | مامي             | جان سمارت     | سالي بروتون           |  |
| ------------ | ---------------- | ------------- | --------------------- |  |

## جوائز المسلسل
| السنة | المهرجان    | الجائزة                        | الحاصل عليها    |
| 1995  | مهرجان إيمي | أفضل ديكورات في فيلم تلفزيوني  | روجر موس        |
| 1995  | مهرجان إيمي | أفضل مصمم شعر في فيلم تلفزيوني | ليندا دي أندريا |
| ----- | ----------- | ------------------------------ | --------------- |

## وصلات خارجية
- سكارليت على موقع IMDb (الإنجليزية)
- سكارليت على موقع روتن توميتوز (الإنجليزية)
- سكارليت على موقع Turner Classic Movies (الإنجليزية)
- سكارليت على موقع أول موفي (الإنجليزية)
- سكارليت على موقع ليتربوكسد (الإنجليزية)
- سكارليت على موقع كينوبويسك (الروسية)
- سكارليت على موقع ألو سيني (الفرنسية)
- سكارليت على موقع قاعدة بيانات الفيلم (الإنجليزية)

1. ↑  "البرامج التلفزيونية.دي إي" (بالألمانية). Retrieved 2020-06-20.
2. ↑  "معلومات عن سكارليت (مسلسل) على موقع thetvdb.com". thetvdb.com. مؤرشف من الأصل في 2014-09-11.
3. ↑  "معلومات عن سكارليت (مسلسل) على موقع ssl.ofdb.de". ssl.ofdb.de. مؤرشف من الأصل في 2020-03-12.
4. ↑  "معلومات عن سكارليت (مسلسل) على موقع allmovie.com". allmovie.com. مؤرشف من الأصل في 2018-09-06.